# 종교사회학
종교 사회학은 종교의 신념, 실천, 조직 형태를 사회학의 도구와 방법론을 통해 연구하는 학문이다. 이와 같은 객관적인 탐구는 설문조사, 여론조사, 인구통계 및 인구조사 분석 등 정량적 방법과 참여 관찰, 인터뷰, 기록물·역사적·문서 자료의 분석과 같은 정성적 방법을 모두 포함 가능하다.
현대 사회학은 에밀 뒤르켐이 1897년에 발표한 가톨릭과 개신교 집단의 자살률에 대한 연구에서 종교를 분석하면서 하나의 학문 분야로 출발하였다. 이 연구는 사회학을 심리학과 같은 다른 학문과 구별시키는 기초적인 사회 연구의 출발점이 되었다. 카를 마르크스와 막스 베버의 저작은 종교와 경제적 또는 사회적 구조 간의 관계에 주목하였다.

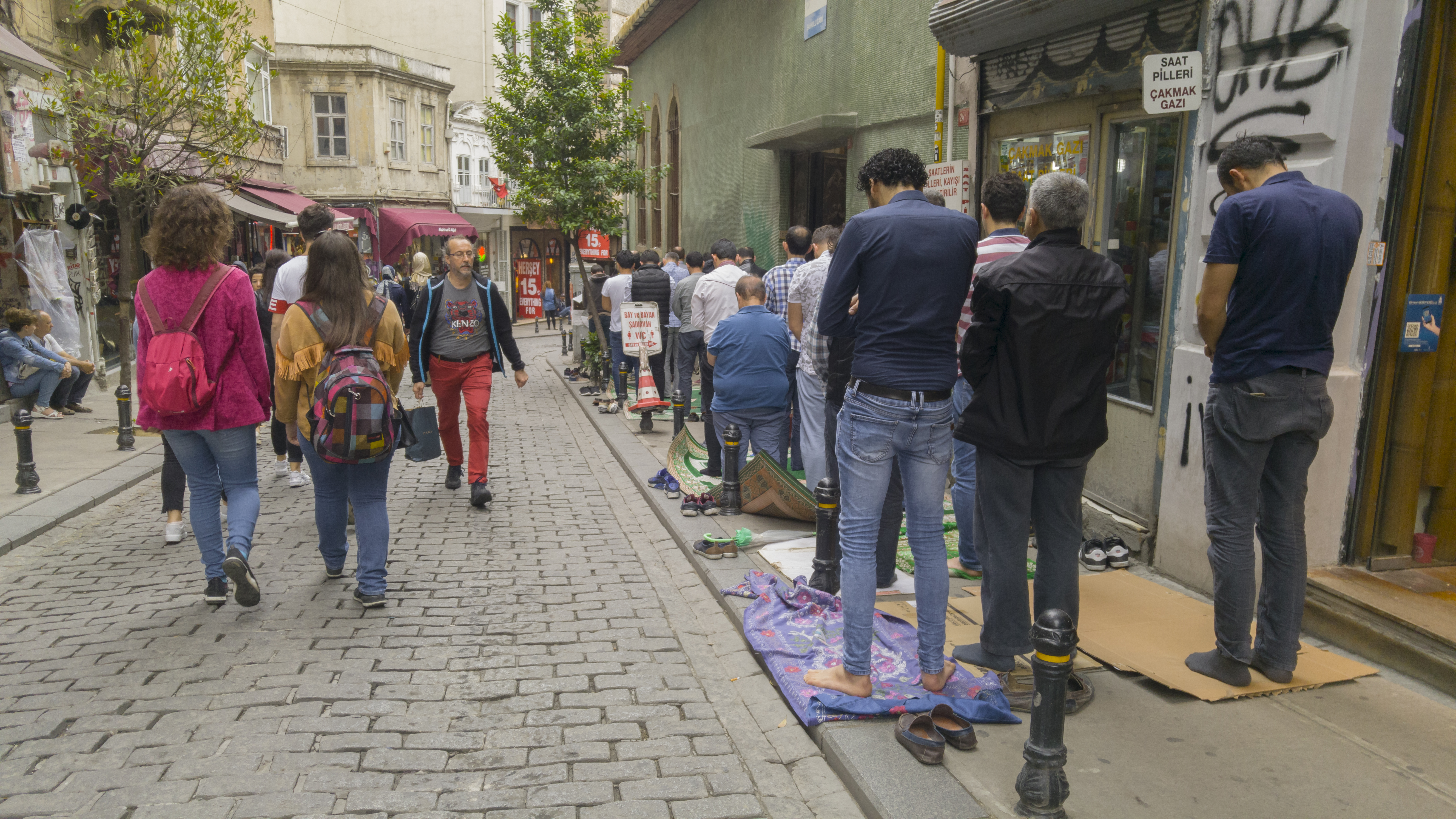
무슬림들이 이스탄불의 한 거리에서 기도를 하고 있다.

오늘날의 논의는 세속화, 시민 종교, 세계화와 다문화주의 속에서의 종교의 응집력 같은 주제를 중심으로 이루어진다. 현대 종교 사회학은 또한 비종교에 대한 사회학적 분석도 포함할 수 있는데, 예를 들어 세속 인본주의와 같은 신념 체계의 분석이 이에 해당한다.
종교 사회학은 종교 철학과 구별되며, 종교적 신념의 진위 여부를 평가하려 하지 않는다는 점에서 다르다. 서로 충돌하는 교리를 비교하는 과정에서는 피터 L.버거가 설명한 바 있는 방법론적 무신론이 요구될 수 있다. 종교 사회학은 일반적으로 신비주의에 대해 무관심한 입장을 전제한다는 점에서 신학과도 다르지만, 사회학 이론가들은 종교 실천이 사회·문화적으로 객체화되는 과정을 인정한다.

## 고전적 사회학
19세기 후반과 20세기 초의 고전 사회학자들인 에밀 뒤르켐, 막스 베버,  카를 마르크스는 모두 종교가 사회에 미치는 영향에 깊은 관심을 가졌다. 이들의 사상은 고대 그리스의 플라톤과 아리스토텔레스 그리고 17세기에서 19세기 사이 계몽주의 철학자들의 생각처럼, 오늘날까지도 계속해서 연구되고 있다.
뒤르켐, 베버, 마르크스는 종교의 본질과 사회적 영향력에 대해 복잡하고 발전된 이론들을 제시했으며, 이들 중 특히 뒤르켐과 베버의 이론은 원문에서 맥락과 예시가 부족하기 때문에 이해하기 어렵다는 평가를 받는다. 그러나 이 세 학자 모두에게 종교는 매우 중요한 사회 변수로 간주되었다.

### 카를 마르크스
케빈 J. 크리스티아노에 따르면, 마르크스는 계몽주의 시대의 산물로, 신앙 대신 이성, 종교 대신 과학을 추구하는 계몽주의의 이상을 받아들였다. 그러나 그는 과학 그 자체를 위한 과학을 믿은 것이 아니라, 자신이 제시하는 이론이 자본주의 체제를 전복하고 사회주의를 실현하기 위한 실천적 도구가 될 수 있다고 보았다.

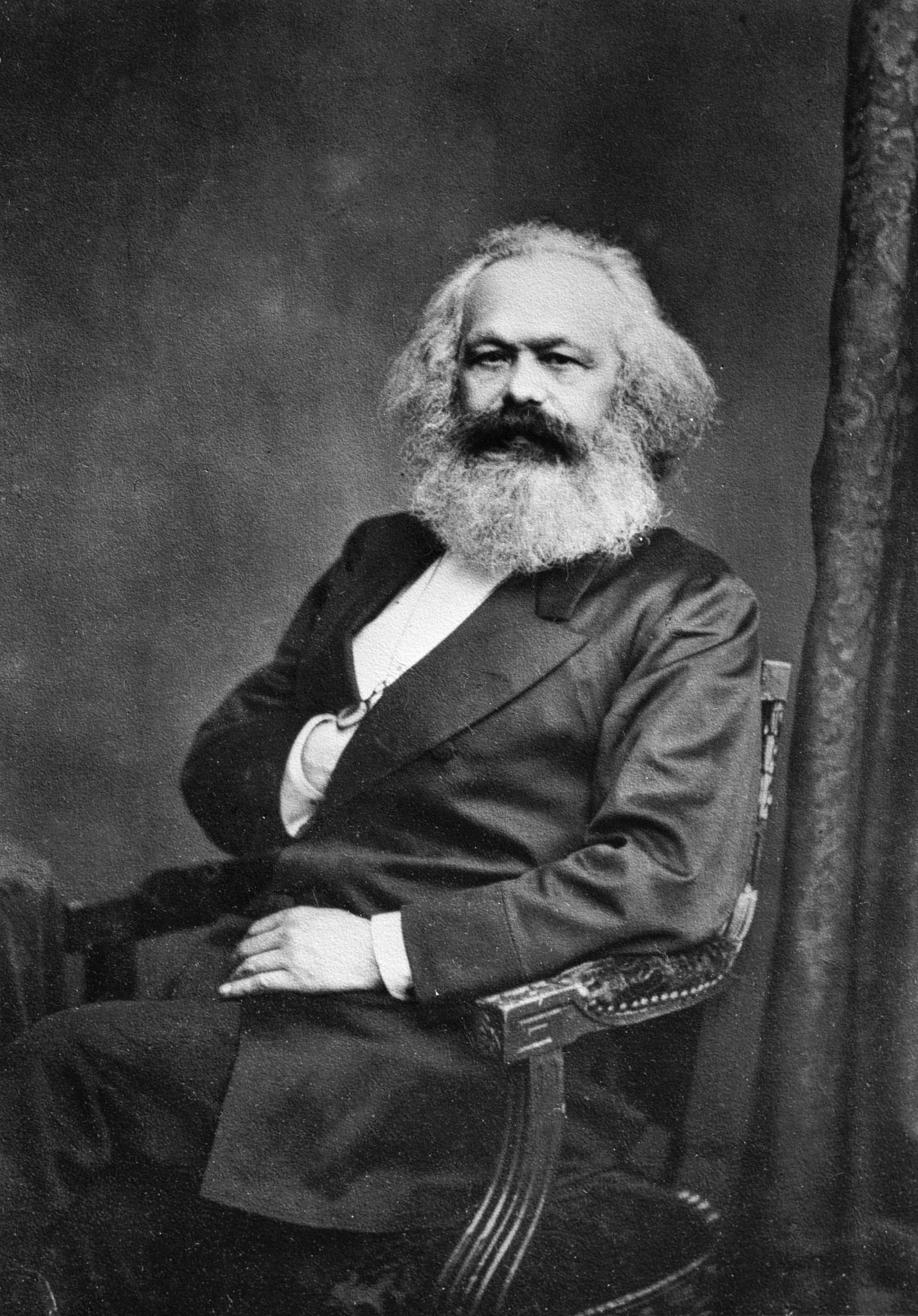
카를 마르크스

마르크스 사상의 핵심은, 인간은 이성에 의해 가장 잘 인도될 수 있다는 믿음이었다. 그러나 종교는 이성을 방해하는 주요 요인으로, 진실을 가리고 사람들을 오도하는 체계라고 보았다. 마르크스는 사회적 불평등의 핵심으로 소외를 지목했으며, 소외의 반대는 자유라고 보았다. 따라서 자유를 확산시킨다는 것은 개인에게 진실을 제시하고, 이를 수용하거나 거부할 수 있는 선택지를 제공하는 것을 의미한다. 이러한 관점에서, 마르크스는 종교가 금지되어야 한다고 주장하지는 않았다.
마르크스 이론의 중심에는 그가 살던 시대의 억압적인 경제 상황이 있었다. 산업 혁명이 본격화되면서, 마르크스와 그의 동료 프리드리히 엥겔스는 잉여 가치의 성장을 목격하며 비판하였다. 마르크스의 자본주의 비판에서, 자본가는 점점 더 부유해지고, 노동자는 점점 더 빈곤해지는 착취 구조가 형성된다. 노동자는 임금을 대가로 자신의 노동력을 판매하면서, 자신이 만들어낸 산물과의 연결을 상실하고, 스스로 하나의 ‘물건’으로 전락한다. 즉, 노동자는 대상이자 상품이 되어버리는 것이다. 이러한 객체화에서 소외가 발생한다.
이 지점에서, 마르크스는 종교의 역할을 지적한다. 그는 자본주의가 인간의 종교적 경향을 도구화하여, 이데올로기적 국가 장치로 종교를 활용한다고 보았다. 특히 기독교는 이 세상에서 부와 권력을 누리는 자는 천국에 들어가기 어렵고, 반면에 이 세상에서 고통받고 가난한 자는 다음 생에서 보상을 받을 것이라고 가르친다. 이는 억압받는 사람들의 고통을 정당화하고 무감각하게 만드는 기능을 하며, 바로 이런 맥락에서 마르크스는 "종교는 민중의 아편”이라고 표현한 것이다. 최근 일부 학자들은 마르크스의 이 표현이 모순적 혹은 변증법적 은유일 수 있다고 해석하기도 한다. 즉, 종교는 고통의 표현이자, 동시에 고통에 대한 저항의 형태로도 이해될 수 있다는 것이다.

### 에밀 뒤르켐

에밀 뒤르켐

에밀 뒤르켐은 자신을 실증주의 전통에 속한다고 보았는데, 이는 사회에 대한 그의 연구가 열정이나 신념이 아닌 과학적이고 객관적인 방식으로 수행되어야 한다는 믿음을 의미한다. 그는 복잡한 현대 사회를 결속시키는 요소가 무엇인지에 깊은 관심을 가졌으며, 종교는 이러한 사회적 결속의 표현이라고 주장했다.
그의 대표작인 『종교생활의 원초적 형태』의 배경이 된 현장 연구에서, 세속적인 프랑스인이었던 뒤르켐은 호주의 원주민에 대한 인류학적 자료를 분석하였다. 그의 근본적인 관심은 모든 사회에서 종교의 가장 기본적인 형태를 이해하는 것이었다. 그는 이 책에서, 호주 원주민들이 숭배하는 토템은 사실상 그들이 이해하고 있는 사회 자체에 대한 상징적 표현이라고 설명한다. 이러한 관점은 원주민뿐 아니라 모든 사회에 적용될 수 있다고 본다.
뒤르켐에게 종교는 단순히 허구적인 것이 아니었다. 그는 종교에서 많은 신자들이 중요하게 여기는 초월적 요소는 제거했지만, 종교 자체가 매우 실재하는 것이며, 그것은 바로 사회 자체의 표현이라고 보았다. 그는 종교 없는 사회는 존재하지 않는다고 말한다. 우리는 개별적으로 자신보다 더 큰 어떤 힘을 인식하는데, 그것은 바로 우리의 사회적 삶이며, 우리는 그 힘에 초자연적인 외형을 부여한다. 그리고 우리는 집단 안에서 종교적으로 표현하게 되며, 이로 인해 그 상징권력은 더욱 커진다. 종교는 집단의식의 표현이며, 집단의식은 개인 의식들이 융합하여 독립적인 현실을 형성하는 것이다.
이러한 개념에 따르면, 호주 원주민처럼 단순한 사회는 단순한 종교 체계를 가지고 있으며, 이들은 특정 씨족과 연관된 토템을 중심으로 한다. 반면에, 사회의 복잡성이 증가할수록 종교 체계 또한 복잡해진다. 사회가 다른 사회와 접촉하게 될수록, 종교 체계는 점차 보편주의를 강조하게 된다. 하지만, 분업의 진전은 개인의 중요성을 증가시키기 때문에(이는 『사회 분업론』에서 상세히 다룸), 종교는 점점 더 개인의 구원과 양심에 초점을 맞추게 된다.

뒤르켐은 『종교생활의 원초적 형태』에서 종교를 다음과 같이 정의하였다:
“종교란, 신성한 것과 관련된 신념과 실천의 통합된 체계이다. 즉, 구별되고 금기시되는 것들과 관련된 것으로, 이를 따르는 모든 이들을 하나의 도덕 공동체, 곧 교회로 결합시키는 신념과 실천의 체계이다.”
이 정의는 기능주의적 정의로, 종교가 사회적 삶에서 어떤 기능을 수행하는지, 즉 사회를 결속시키는 역할을 한다는 점에 초점을 맞춘다. 뒤르켐은 종교를 성스러운 것과 속된 것 사이의 분명한 구분으로 설명하였으며, 이는 곧 신과 인간 사이의 구분과도 유사한 구조로 볼 수 있다.
이 정의는 무엇이 성스러운 것인지 구체적으로 명시하지 않기 때문에, 후속 사회학자들은 뒤르켐의 통찰을 확장하여 시민 종교, 즉 국가의 종교 개념으로 발전시켰다. 예를 들어, 미국의 시민 종교는 미국 국기, 에이브러햄 링컨, 마틴 루터 킹 주니어 등 고유의 성스러운 상징물을 갖는 것으로 볼 수 있다. 또 다른 사회학자들은 전문 스포츠, 군대, 록 음악 등에서도 종교적 구조와 유사한 사회적 신념 체계를 발견하며, 뒤르켐의 개념을 확장해왔다.

### 막스 베버

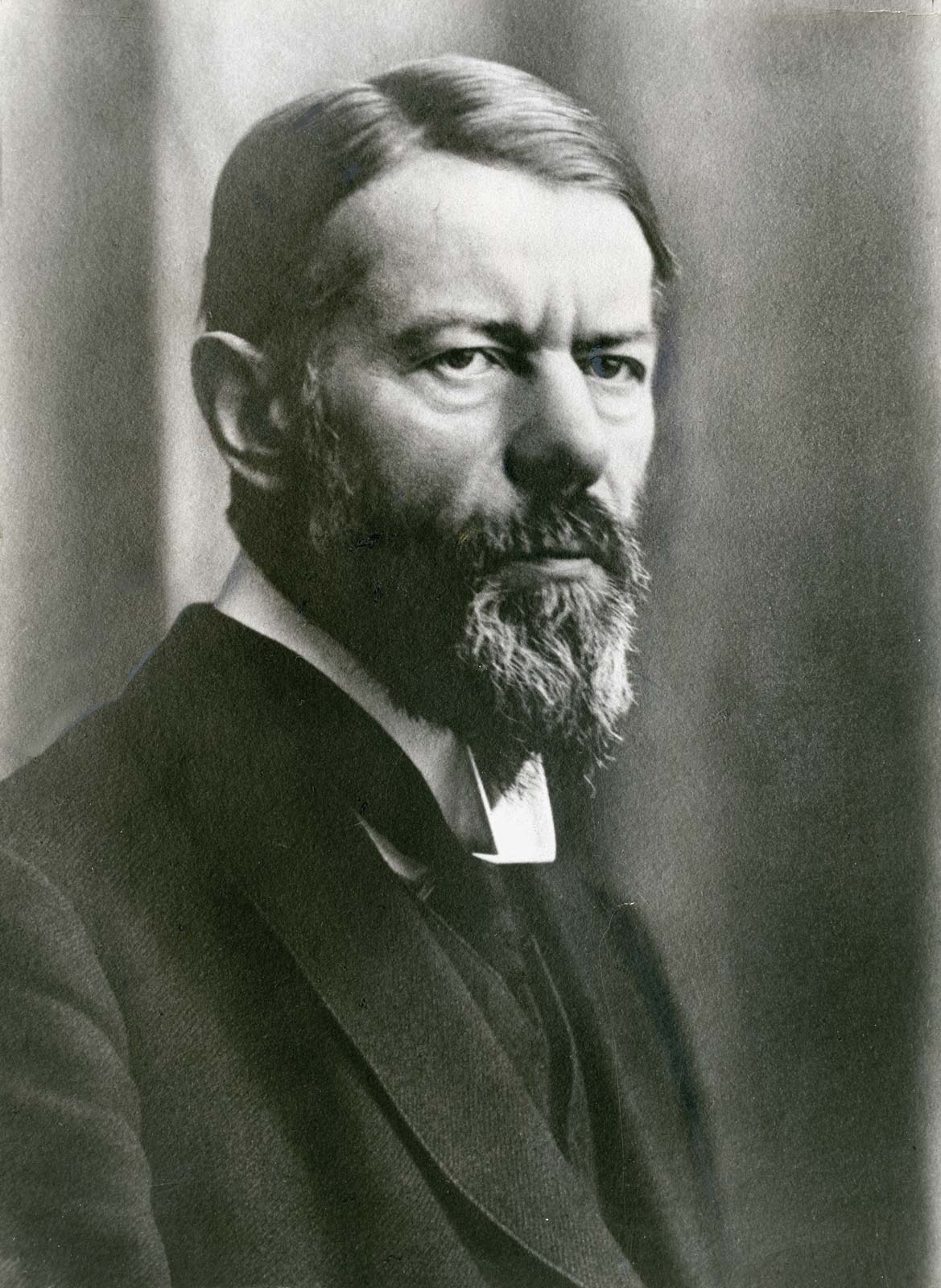
막스 베버

막스 베버는 종교와 관련된 네 편의 주요 저작을 발표했으며, 이들 모두는 경제 사회학과 합리화 이론의 맥락에서 이루어진 것이다. 주요 저서에는 『프로테스탄트 윤리와 자본주의 정신』(1905), 『중국의 종교: 유교와 도교』(1915), 『인도의 종교: 힌두교와 불교의 사회학』(1915), 『고대 유대교』(1920)이 있다.
베버는 자신의 사회학에서 인간 행위의 의도와 맥락을 해석하는 방법으로 이해사회학이라는 독일어 개념을 사용하였다. 그는 실증주의자가 아니며, 사회학에서 인과적으로 연결된 사실을 찾아낼 수 있다고 보지 않았다. 그는 사회생활에 대한 일반화된 진술이 가능하다고 믿었지만, 역사적 서사, 특수한 사례, 연결 구조와 연쇄 관계에 더 큰 관심을 가졌다.
베버는 종교적 행위는 그 자체의 맥락에서 이해되어야 한다고 주장한다. 종교 집단이나 개인은 다양한 요인의 영향을 받을 수 있지만, 그들이 스스로를 종교적 동기로 움직인다고 말한다면, 우리는 먼저 그들의 종교적 관점에서 이해하려고 해야 한다고 보았다. 베버는 종교가 개인이 세계를 인식하는 방식에 영향을 미치며, 이는 그들의 이해관계와 행동 선택에도 결정적 영향을 준다고 보았다. 베버에게 종교는 인간이 갖는 신정론과 구원론에 대한 필요에 반응하는 것으로 이해된다. 즉, 인간은 전능한 신이 만든 세상에 왜 불완전함과 고통, 부당한 행운과 고난이 존재하는지 질문하며, 종교는 이에 대한 해답으로서 구원의 가능성과 의미를 제공한다. 이러한 구원의 추구는 부의 추구처럼 인간의 동기의 일부가 된다.
베버는 종교가 동기를 형성하는 데 도움을 준다고 보았고, 이 때문에 특정 종교, 특히 칼뱅주의는 근대 자본주의의 형성에 기여했다고 주장하였다. 이는 그의 대표작인 『프로테스탄트 윤리와 자본주의 정신』에서 제시된 핵심 논점이다. 이 책에서 베버는 자본주의가 유럽에서 발생한 이유 중 하나로 청교도 신자들이 예정설을 어떻게 해석했는지를 들고 있다. 칼뱅주의 교리에 따르면, 구원받을 수 있는 사람은 정해져 있으며, 그 수는 제한적이고, 이는 전적으로 신의 뜻에 달려 있기에 인간이 할 수 있는 행동으로는 이를 바꿀 수 없다. 공식 교리에 따르면, 자신이 선택받은 자인지 아닌지를 알 수 있는 방법은 없었다.
하지만 베버는 이러한 교리가 심리적으로 매우 불안정하다는 점에 주목한다. 청교도들은 자신이 구원받을 수 있을지를 걱정했고, 이로 인해 청교도 지도자들은 신자들에게 사업에서 경제적 성공을 거두는 것이 구원의 비공식적인 징후일 수 있다고 설득했다—단, 그 수익을 올바르게 사용했을 경우에 한해서였다. 이러한 해석과 일신론이 내포하는 합리성은 합리적인 회계처리, 이윤의 계산적 추구로 이어졌고, 이는 단순한 생존을 넘어서 경제적 성공 자체를 목표로 삼는 자본주의 정신을 형성하게 되었다. 시간이 지나면서 이 자본주의 정신은 종교적 의미를 상실하고, 합리적인 이윤 추구 그 자체가 하나의 독립적인 목적이 되었다. 베버의 프로테스탄트 윤리 논문은 이후 많은 비판과 재해석, 논쟁의 대상이 되었지만, 오늘날까지도 종교 사회학 이론의 활발한 논의 주제 중 하나이다. 그는 힌두교와 불교를 포함한 세계 주요 종교들에 대해서도 광범위한 연구를 진행했다.
베버는 대표 저서인 『경제와 사회』에서 세 가지 이상적인 종교적 태도를 제시하였다:
- 세속 도피적 신비주의
- 세속 거부적 금욕주의
- 내세 지향적 금욕주의

## 이론적 관점들

### 기능주의
상징인류학이나 현상학과 달리, 기능주의는 비과학적 신념 체계가 사회 조직에 제공하는 이점에 주목한다. 이러한 이점은 과학적 지식이 제공하지 못하는 것으로 간주된다. 기능주의 관점에서 신념 체계는 합리적 지식이 제공하지 못하는 방식으로 사회 질서와 안정성을 촉진하며, 따라서 비합리적인 현실 해석 방식의 존재는 그것이 사회에 주는 실용적인 혜택으로 설명될 수 있다. 기능주의자들에 따르면, 종교는 여러 가지 목적을 수행한다. 예를 들어, 영적인 미스터리에 대한 해답 제공, 정서적 위안, 그리고 사회적 상호작용과 통제를 위한 공간 창출이 그것이다. 기능주의적 관점에서 가장 중요한 기능 중 하나는 종교가 사회적 상호작용과 집단 형성의 기회를 제공한다는 점이다. 종교는 사회적 지지와 네트워킹, 비슷한 가치를 공유하는 사람들과의 만남의 장, 그리고 도움이 필요할 때(영적이든 물질적이든) 의지할 수 있는 공간을 제공한다.

### 합리주의
이에 대해 합리주의자들은 현상학적, 기능주의적 접근 방식에 반대한다. 이들은 그러한 접근이 비과학적 지식 체계를 믿는 사람들이 왜 그것을 옳다고 생각하는지에 대한 본질적 이해가 부족하다고 주장한다. 과학이 이미 오류를 밝혀낸 신념 체계에 대해 여전히 그것을 믿는 사람들을 이해하려면, 외부 관찰자가 보는 심리적 또는 사회적 유익이 아니라, 신념을 갖는 사람들의 관점에서 이해해야 한다는 것이다. 즉, 사람들은 심리적 안정을 얻기 위해, 혹은 자신의 집단 내 사회적 결속을 강화하기 위해 신을 믿거나, 마법을 행하거나, 불행의 원인을 마녀에게 돌리는 것이 아니다. 사람들은 그 신념이 실제로 옳다고 믿기 때문에 그러한 생각과 실천을 하는 것이다.
합리주의자들은 근대 사회의 역사를 과학 지식의 발달과 비합리적 신념 체계의 쇠퇴로 이해한다. 일부 신념들, 예를 들어 마법이나 주술은 완전히 사라졌으며, 종교와 같은 다른 신념들은 주류에서 밀려난 주변적 위치로 이동했다. 이러한 합리주의 관점은 다양한 형태의 세속화 이론으로 이어졌다.

## 종교 집단의 분류
사회학자들 사이에서 널리 사용되는 종교 집단의 유형화 중 하나는 종교 집단을 국교, 교파, 분파, 컬트로 분류하는 방식이다. 오늘날에는 컬트라는 용어 대신 신흥 종교 운동이라는 표현이 학계에서 더 일반적으로 사용된다. 이러한 교회-분파 연속선 개념은 막스 베버의 이론에 기초를 두고 있다. 이 연속선은 기존 질서에 순응하는 교회형 조직에서부터, 저항적이고 긴장 상태에 있는 분파형 조직까지의 스펙트럼을 포함한다. 이 분류 체계에서 중요한 점은, 사회학자들이 컬트나 분파라는 용어를 일반 대중과는 다르게 중립적인 의미로 사용한다는 것이다. 일반적으로는 부정적으로 여겨지는 이 용어들이, 사회학에서는 평가 없이 기술적인 구분으로 사용된다.

교회, 교파, 분파, 컬트, 신흥 종교 운동, 제도화된 분파를 포함한 교회-분파 유형 연속선 도표

### 교회(Church)
- 교회는 사회와의 긴장도가 낮은 종교 조직으로, 주류 사회와 평화롭게 공존하며, 일반 대중의 가치관과 크게 충돌하지 않는 안전한 신념과 실천을 가지고 있다.[30]

- 이러한 조직은 일반적으로 세속 세계를 긍정하며, 사회 질서를 유지하는 역할을 한다.

### 분파(Sect)
- 분파는 사회와의 긴장도가 높은 종교 조직으로, 기존 사회 환경과 잘 어울리지 않는다.
- 대개 소외된 계층(빈곤층, 소수자, 사회 주변부)에게 매력적이며, 현세적 즐거움을 부정하고 내세적 보상을 강조한다.[31]

- 교회가 세속 문제에 지나치게 개입하게 되면, 그 내부에서 불만을 가진 신자들이 분파를 형성할 수 있으며, 분파가 신도를 많이 확보하면 결국 독립된 교회로 발전해 주류 종교가 되기도 한다.

### 컬트(Cult)
- 컬트는 기존 종교 질서와 구분되는 새로운 초자연적 주장을 제시하는 종교 운동이다.
- 교회-분파 연속선에 명확히 들어맞지 않으며, 독특한 계시나 진리를 제시하는 카리스마적 리더를 중심으로 형성된다.
- 대부분은 사회와의 긴장도가 높으며, 사회를 적대하거나 사회로부터 적대당하는 경향이 있다.

- 사실 모든 종교는 초기에는 컬트로 시작했다는 관점도 존재한다.[32][33]

### 교파(Denomination)
- 교파는 교회와 분파 사이에 위치한 중간 유형이다.
- 일반적으로 종교의 독점이 약화된 사회에서 등장하며, 사회 속에서 하나의 합법적 종교 집단으로 자리를 잡은 형태다.

- 교회나 분파가 교파로 변화할 경우, 그들의 성격 또한 다소 관용적이고 조직화된 형태로 변화한다.[34]

## 종교성
일부 종교 사회학자들은 종교성의 사회학적 차원을 이론적으로 분석하는 데 주력한다. 예를 들어, 찰스 Y. 글록은 종교적 헌신의 성격을 설명하는 5차원 체계로 널리 알려져 있다. 그의 모형은 다음과 같은 다섯 가지 변수로 구성된다.
1. 신념
2. 지식
3. 경험
4. 실천
5. 결과

이 중 앞의 네 가지 차원은 설문조사를 통해 측정하기 용이하기 때문에, 종교성 연구에서 널리 활용되고 있다.
한편, 머빈 F. 버빗은 종교성을 측정하는 보다 정교한 체계를 제안했다. 그는 종교성을 6가지 구성 요소와 4가지 차원을 조합한 총 24차원 종교성 측정 모델로 발전시켰다.
- 6가지 구성 요소:
  - 의례
  - 교리
  - 감정
  - 지식
  - 윤리
  - 공동체
- 4가지 차원:
  - 내용
  - 빈도
  - 강도
  - 중심성

## 세속화와 시민 종교
세속주의는 종교성과 영적 신념으로부터 이탈하여, 합리적이고 과학적인 방향으로 나아가는 전반적인 사회적 흐름을 의미하며, 이는 무슬림 국가와 기독교 산업화 국가 모두에서 관찰되는 추세이다. 미국에서는 정치인, 법원, 학교, 기업 등 다양한 사회 제도들이 세속주의를 받아들이고 있다. 근대성의 발전과 함께 나타난 합리화 과정과 관련하여, 고전 사회학자들의 저작에서는 종교의 쇠퇴가 예측되었다. 이들은 국가, 경제, 가족과 같은 사회 제도에서 종교가 분리될 것이라고 주장했다.
하지만 2차 세계대전 이후 등장한 고전 이론가들과 사회학자들의 주장과는 달리, 현대 이론가들은 세속화 이론을 비판하고 있으며, 종교는 여전히 전 세계 많은 사람들의 삶에서 중요한 역할을 한다고 본다.
예를 들어, 미국에서는 지난 40년간 교회 출석률이 비교적 안정적으로 유지되어 왔다. 또한 아프리카에서는 기독교가 빠르게 확산되고 있다. 1900년경 아프리카에는 약 1천만 명의 기독교인이 있었던 것으로 추정되지만, 최근에는 그 수가 2억 명에 가까운 수준으로 증가한 것으로 나타났다. 이슬람교의 부상 또한 중요한 세계적 흐름이며, 특히 서구 사회에서의 새로운 영향력 확대는 주목할 만하다.
미국의 사회학자 피터 버거는, 세속화는 종교 내부의 구조적 위기에서 비롯된다고 보고, 그 원인으로 다원주의를 지목한다. 다원주의란, 서로 다른 여러 집단이 하나의 사회 안에서 존재하고 활발히 공존하는 것을 의미한다. 미국은 고도로 종교적인 동시에 고도로 다원적인 사회로, 다른 산업화되고 부유한 국가들과 차별화되는 특징을 가진다.
결론적으로, 세속화를 종교성의 감소로 전제하는 것은 그 정의와 범위에 따라 신화로 여겨질 수 있다. 일부 사회학자들은, 종교 당국의 사회·정치적 영향력이 감소하는 현상이 개인의 교회 출석률이나 종교적 신념의 유지와 공존할 수 있음을 지적한다. 또한, 정기적인 종교 예배 참여나 종교 소속감이 반드시 교리적 가르침에 따른 행동으로 이어지는 것은 아니라는 점도 강조된다.

### 종교 경제
로드니 스타크에 따르면, 데이비드 마틴은 현대 사회학자 중 최초로 세속화 이론을 전면적으로 거부한 인물이다. 마틴은 세속화라는 개념 자체가 이데올로기적 목적에만 사용되었으며, 인류 역사가 종교적 시기에서 세속적 시기로 일반적으로 이동했다는 증거는 없기 때문에, 아예 사회과학 담론에서 세속화 개념을 제거할 것을 제안하기도 했다.
스타크는 윌리엄 베인브리지와 함께 종교 경제 이론을 개척한 것으로도 잘 알려져 있다. 이 이론에 따르면, 국가가 특정 종교를 독점하거나, 국가 주도의 세속화를 강제하여 종교 공급을 제한할 경우, 사회 전반의 종교성은 감소하게 된다. 반대로, 종교의 선택지가 많고 다양할수록, 구성원들이 종교를 믿을 가능성은 오히려 높아진다.
이러한 주장은 다음과 같은 전통적 세속화 이론과는 상반된다. 기존 이론은, 자유로운 종교 공동체가 다양한 믿음을 관용하게 되면, 구성원들이 공통된 신념을 공유하지 않게 되고, 결과적으로 공동체 내에서 종교 실천이 약화된다고 본다. 스타크의 종교 경제 모델은 종교가 시장처럼 작동할 수 있는가, 그리고 이 모델이 미국이라는 특정 문화에만 적용되는 것인가에 대한 종교 사회학 내 활발한 논쟁을 불러일으켰다.

### 피터 버거
피터 버거는, 세속화 이론을 지지해온 많은 연구자들이 근대화가 진행될수록 종교는 필연적으로 쇠퇴할 것이라고 주장해왔지만, 오늘날 세계 대부분은 여전히 매우 종교적이라는 점을 지적하며, 이러한 이론의 부정확성을 비판하였다.
하지만 버거는 동시에, 세속화가 유럽에서는 실제로 일어났을 수 있다는 가능성도 열어두었다. 그는 미국이나 다른 지역에서는 근대화에도 불구하고 종교성이 유지되고 있다고 보았다. 이 차이에 대해 그는 교육 제도의 차이에서 원인을 찾았다. 유럽에서는 교사를 중앙 정부가 파견하고, 학부모들이 세속적인 교육을 받아들여야 하지만, 미국에서는 학교가 오랫동안 지역 자치에 따라 운영되었고, 학부모가 교사를 해고할 수 있었기 때문에 종교적 영향력이 더 오래 유지될 수 있었다는 것이다. 또한 버거는, 유럽과 달리 미국에서는 복음주의 개신교, 즉 이른바 거듭난 기독교인의 부상이 있었다는 점도 차이의 중요한 요인으로 언급하였다.

### 브라이언 윌슨
브라이안 R. 윌슨은 세속화에 대한 저술을 통해 과학적 지식이 지배하는 사회에서의 삶을 탐구하였다. 그의 연구는 막스 베버의 관점을 따르며, 근대 사회는 실존적 질문보다는 기술적 효율성과 실용적 해결책에 초점을 맞추는 합리성을 중시하게 되면서, 세계가 탈마법화되었다고 본다. 윌슨은 비과학적 지식 체계, 특히 종교의 영향력이 되돌릴 수 없을 정도로 쇠퇴했다고 주장한다.
일부는 세속화 이론을 반박하며, 전통 종교가 새로운 분파나 개인적 영성, 민족주의와 같은 기능적 대체물로 대체되었다고 주장한다. 그러나 윌슨은 다양한 비과학적 신념 체계의 확산을 오히려 현대 사회에서 종교가 중심적 역할을 잃었다는 증거로 해석한다.

### 어네스트 겔너
어네스트 겔너는 윌슨과 베버와 달리, 과학적 지식이 주된 지식 형태인 세계에서 살아가는 것에는 단점도 존재한다고 인정한다. 과학적 지식은 우리가 어떻게 살아야 하고, 사회를 어떻게 조직해야 하는지에 대한 지침을 제공하지 않으며, 이에 따라 우리는 지식은 틀릴지언정 삶에 대한 처방을 제공했던 전근대인보다 더 나쁜 상황일 수도 있다는 것이다.
하지만 겔너는 이러한 단점은 과학 지식의 응용으로 인해 현대 사회가 이룬 막대한 기술 발전에 비하면 극복 가능한 수준이라고 본다. 겔너는 비과학적 지식이 사라지고 있다고 주장하지 않는다. 오히려, 여러 형태의 종교는 여전히 신자를 끌어들이고 있으며, 예술, 음악, 문학, 대중문화, 약물 사용, 정치적 저항 등과 같은 다양한 의미 체계도 많은 사람에게 중요하다고 인정한다.
그러나 그는 이 같은 상황을 모든 지식 체계가 동등한 유효성을 지닌다는 상대주의적 해석으로 받아들이는 것에는 반대한다. 왜냐하면 겔너에게 있어 이러한 대안적 지식 체계들은 기술적으로 무력하며, 과학과 비교할 때 근본적으로 중요성이 떨어진다고 보기 때문이다. 그는 현대인의 존재와 의미에 대한 몰두는, 오히려 과학이 만든 풍요로운 세상 덕분에 가능해진 사치스러운 자기 탐닉이라고 본다. 전근대 사회의 사람들은 과학 지식에 목말라 했고, 발전을 시작하기 위해 과학을 필요로 했던 반면, 현대인은 과학이 구축해준 세계를 당연하게 여기며, 그 속에서 여유롭게 존재의 의미를 성찰할 수 있게 되었을 뿐이라고 그는 설명한다.

### 미셸 푸코
미셸 푸코는 포스트구조주의 사상가로, 인간 존재는 언어처럼 작동하는 지식의 형태들, 즉 담론에 의존한다고 보았다. 담론과 언어는 우리가 인식하는 현실을 정의하며, 우리는 사고를 하기 위해 그 담론이 제공하는 정의에 의존할 수밖에 없다. 우리가 세상에 대해 알고 있는 지식은, 우리가 살아가는 시대와 장소에서 마주치는 언어와 담론에 의해 주어진다. 따라서 우리가 누구인지, 무엇이 진실인지, 우리가 무엇을 생각하는지는 담론적으로 구성된 것이다.
푸코는 역사란 담론의 흥망성쇠라고 정의했다. 사회 변화란 지배적인 지식 형태의 변화이며, 역사가의 역할은 이 변화들을 추적하고 그 이유를 밝히는 것이다. 그러나 푸코는 합리주의자들과 달리, 이러한 변화 과정에서 진보라는 요소는 존재하지 않는다고 보았다.
그에 따르면, 근대성의 특징은 신체를 통제하고 규제하는 데 관심을 갖는 담론의 등장이다. 푸코는 신체 중심 담론의 부상은 필연적으로 세속화의 과정을 수반한다고 보았다. 전근대 담론은 종교가 지배했으며, 사물은 선과 악의 기준에 따라 정의되고, 사회생활도 그에 기반해 구성되었다. 그러나 근대 도시 사회가 출현하면서 과학적 담론이 지배적인 담론으로 대체되었고, 의학 지식은 이 새로운 체계의 핵심 요소가 되었다. 푸코는 이러한 통제 과정을 의학적 시선이라 불렀고, 현대 사회는 점점 더 의학적 통제의 대상이 되었다고 보았다.
과학, 특히 의학의 권력 상승은 동시에 종교적 지식 체계의 권력 약화와 맞물려 일어났다. 예컨대, 과거에는 정상과 일탈이 선과 악의 문제였지만, 근대 이후에는 그것이 건강과 질병의 문제로 재정의되었다. 이로 인해 일탈을 규정하고 치유하는 역할도 사제에서 의사로 넘어가게 되었다.

### 다른 관점들
- BBC 뉴스는 물리학자들과 수학자들이 비선형 동역학을 활용하여 각국의 미래 종교 성향을 수학적으로 예측하려 한 연구를 보도한 바 있다. 이 연구는 종교가 이미 감소하고 있는 여러 국가에서 소멸 단계에 접어들고 있다고 시사한다. 여기에 포함된 국가는 호주, 오스트리아, 캐나다, 체코, 핀란드, 아일랜드, 네덜란드, 뉴질랜드, 스위스 등이다. 이 모델은 단순히 신념을 가진 사람 수의 변화뿐 아니라, 각 국가에서 특정 신념이 갖는 효용 가치도 고려한 것으로 알려졌다.[58][59]

- 토마스 루크만은 종교 사회학이 전통적이고 제도화된 종교 형태에만 집착해서는 안 된다고 주장한다. 그는 대신 종교적 문제, 즉 개인의 존재에 대한 문제에 주목해야 한다고 말한다. 이는 근대의 도래 이후, 종교적 의미 구성 과정이 점차 개인의 영역으로 이동했기 때문이라고 설명된다.[60]

## 세계화
종교 사회학은 세계 전역에서 계속해서 성장하고 있으며, 종교와 세계화 간의 관계를 이해하려는 노력이 이어지고 있다. 세계화를 설명하는 두 가지 전통적 접근법은 근대화 이론과 세계체제 이론인데, 각각 기능주의와 마르크스주의에 기반을 둔 이론이다. 이 두 이론의 주요 차이점 중 하나는 자본주의를 긍정적으로 보는가, 부정적으로 보는가에 있다. 그러나 두 이론 모두 근대화와 자본주의의 진전이 종교의 영향력을 약화시킬 것이라고 가정하였다.
하지만 이러한 예측과 달리, 세계화가 심화되면서 다양한 문화권이 다른 종교에 주목하고, 여러 신념을 사회에 통합하려는 움직임이 나타났다. 이로 인해 기존 접근으로는 설명하기 어려운 긴장과 모순을 인식하려는 새로운 해석들이 등장했다.

예를 들어, 폴 제임스와 피터 맨더빌은 다음과 같이 설명한다:
종교와 세계화는 고대 제국들이 자신들이 인식한 세계 공간을 확장하려 시도하던 초기부터 서로 얽혀 있었다. 세계화의 과정은 종교적 우주관, 즉 전통적인 보편주의에 대한 개념들을 세계 각지로 전파하였으며, 이러한 우주관은 다시 세계화 과정을 정당화했다. 이와 같은 상호작용의 역동성은 오늘날까지도 지속되고 있으며, 변화하고 때로는 더 심화된 모순과 긴장을 수반하고 있다.

## 라틴 아메리카의 종교 사회학
올가 오드게르스에 따르면, 최근 수십 년 동안 라틴아메리카 종교 사회학 하위 분야에서 중요한 발전이 있었다. 과거에는 라틴아메리카 종교에 대한 사회학"**이 주를 이루었다면, 오늘날에는 라틴아메리카의 종교 사회학으로 전환되었으며, 이는 현대 라틴아메리카의 종교성을 실증적 참조점으로 삼아, 나아가 글로벌 종교 현상을 이해하기 위한 해석 틀과 새로운 방법론까지 제시하는 방향으로 확장되고 있다.
오드게르스에 따르면, 로베르토 블랑카르테는 라틴아메리카 종교 사회학의 발전을 세 시기로 구분한다:

### 제1기 (종교 사회학의 탄생부터제2차 세계대전까지)
- 이 시기의 학자들은 종교, 특히 가톨릭을 전통적인 문화 요소로 간주했으며, 결국에는 소멸할 것으로 보았다.
- 종교는 역사학자나 인류학자들이 다룰 주제로 간주되었고, 사회학의 주제가 아니라고 여겨졌다.
- 가톨릭은 라틴아메리카 전역에서 국가와의 특수한 관계와 공식적인 지배력 때문에 연구의 중심이 되었다.[67]

### 제2기 (1970년대 ~ 21세기 초)
- 이 시기에는 다원주의의 폭발이라 불릴 정도로 종교적 다양성이 급격히 증가했다.[68]

- 학자들은 세속화 이론과 같은 고전적 패러다임에서 벗어나, 라틴아메리카의 복잡한 종교 지형을 보다 정확히 설명할 수 있는 새로운 이론 틀을 모색했다.

### 제3기 (21세기 초 ~ 현재)
- 새로운 세대의 사회학자들이 등장하면서, 기존 이론을 넘어서는 혁신적인 접근과 연구 방법이 나타났다.

- 이들은 자체적인 데이터, 해석, 이론적 관점을 생산하며, 라틴아메리카 종교 연구를 심화시킬 뿐만 아니라 전 세계 종교 변화에 대한 이해에도 기여하고 있다.[67]

이러한 복합적인 특성 때문에, 여러 연구들은 라틴아메리카 하위 지역에서 진행 중인 다양한 글로벌 과정, 예컨대 사회적 소외, 민족성, 이주, 고령화, 교육과 종교적 맥락 간의 관계를 이해하려는 관심이 점차 커지고 있음을 보여주었다.

## 종교와 사회 환경
종교는 정부나 사회운동과 같은 거시적 사회 제도에 영향을 미칠 뿐 아니라, 가족, 인종, 성별, 계층, 나이 등 일상생활의 다양한 영역에서도 중요한 역할을 한다.

### 가족들
성인기의 종교성을 결정짓는 가장 중요한 요인 중 하나는 가정 내 종교적 분위기와 종교적 양육이다. 종교적 신념과 실천은 세대를 거쳐 전승되는 특성을 가지기 때문이다. 가족 내 종교 유형에 따라 가족 구조나 양육 방식도 달라질 수 있다. 예를 들어, 가톨릭 신자 가정은 일반적으로 더 많은 자녀를 두는 경향이 있는데, 이는 가톨릭 교회가 피임과 낙태에 반대하기 때문이다.
아이들은 부모와 주변 사회로부터 종교적 유산을 물려받는다. 이 유산은 직접적인 가르침뿐 아니라, 가치관, 성격, 관심사 등을 통해 나타나는 모범적 행동에 의해 (의도적으로든 아니든) 전달된다. 이러한 종교적 유산에는 종교 조직, 혹은 시민 종교로의 귀속도 포함될 수 있다.
종교적 유산은 사람들의 삶 전반에 영향을 미치는 요인 중 하나이지만, 개인에 따라 그 유산에 대한 반응은 매우 다양하다. 타인의 시선에서 볼 때, 한 사람은 자신의 종교적 유산을 기준으로 부분적으로 정체화되기도 한다. 예를 들어, 힌두교 가정, 유대인 가정, 혹은 미국 가정에서 태어난 사람은, 그 사람의 신념이나 행동과 관계없이 힌두교도, 유대인, 혹은 미국인으로 인식될 수 있다. 심지어 그 유산을 받아들이지 않는 사람들조차 여전히 비실천적, 불충실, 애국적이지 않다는 식으로 특정 용어로 분류되곤 한다. 반대로 종교적 유산으로부터 명확히 결별한 사람들은 배교자 또는 배신자로 간주되며, 비판이나 처벌의 대상이 될 수도 있다.

### 종교와 성
연구에 따르면, 여성은 모든 종교와 문화에서 남성보다 보편적으로 더 종교적인 경향을 보인다. 그러나 이는 연구 대부분이 서구 종교와 문화에 초점을 맞춘 결과일 가능성도 있다는 점이 지적된다. 예를 들어, 미국에서 여성은 “종교가 삶에서 매우 중요하다”고 응답한 비율이 60%인데 반해, 남성은 47%에 불과하다. 또한, 주 1회 이상 종교 예배에 참석하는 비율도 여성이 남성보다 12% 더 높다. 이 현상은 본성, 양육, 그리고 역할 정체성 세 가지 관점에서 설명된다.

#### 본성 이론
합리적 선택 이론을 따르는 일부 이론가들은, 여성의 종교성이 더 높은 이유를 위험 회피 성향에서 찾는다. 이 이론에 따르면, 인간은 자연스럽게 비용은 최소화하고, 이익은 극대화하려는 경향이 있다. 여성은 통계적으로 더 위험을 회피하는 성향이 강하므로, 종교 활동에 더 적극적으로 참여하게 된다는 것이다.

#### 양육 이론
마르타 츠르제비아토브스카와 스티브 브루스는, 남녀 간 종교성의 차이를 생물학적 요인으로 설명할 수 없다고 주장한다. 오히려 이는 사회화 과정에서 비롯된다고 본다. 예컨대, 여성은 종종 가족 내 주요 돌봄자 역할, 출산, 죽음에 대한 대면 등으로 인해 종교와 더 밀접하게 연결될 수 있는 환경에 놓인다. 이들은 또한, 세속화가 남성과 여성에게 영향을 미치는 속도에 시간차가 있었음을 주장한다. 여성이 노동시장에 더 많이 진입할수록, 성별에 따른 종교 격차는 점차 사라질 것이라는 것이다. 실제로 다양한 국가에서 남성과 여성의 가족 및 직업 내 역할 정체성 차이가 종교성의 차이에 영향을 준다는 점이 관찰되었다. 일하는 여성은 세속적 가치에 더 적응하려는 경향이 있으며, 가정에 머무는 여성은 자녀 양육과 가족 간병 등의 역할을 하면서 종교에 더 강한 헌신을 가지는 경우가 많다.

#### 역할 정체성
일부 종교는 성별화된 사회 제도로 작동한다. 예를 들어, 전통주의적 복음주의자는 아내의 복종, 즉 가정 내 의사결정에서 아내가 남편에게 복종해야 한다는 가치관을 강조한다. 그러나 일부 복음주의 여성들은 이에 대해, 남성의 약함을 지적하며, 부부는 상호 복종해야 한다고 주장한다. 가정 내 의사결정은 남녀 모두가 예수의 자기희생적 모범을 따르며, 서로를 중심에 두는 방식으로 이뤄져야 한다는 것이다.

## 같이 보기
- 개종
- 세속 종교
- 국교